# Frederick Gough
Charles Frederick Howard Gough (Kasauli (Brits-Indië), 16 september 1901 – (Sorrento, 19 september 1977) was een Brits politicus en militair. Hij had een leidinggevende rol tijdens de Slag om Arnhem. Van 1951 tot 1964 was hij lid van het Britse Lagerhuis.

## Levensloop

### Vroege jaren
Gough werd geboren in Brits-Indië, waar zijn vader officier was in het Brits-Indische leger. Hij volgde een opleiding tot marineofficier, eerst als kadet aan het Royal Naval College, Osborne in Osborne House op het eiland Wight en vervolgens een opvolgopleiding aan het Royal Naval College, Dartmouth te Dartmouth. Hij diende vervolgens drie jaar bij de Royal Navy, waarna hij ontslag nam Gough keerde terug naar Brits-Indië. Na zijn terugkeer in Engeland vond hij werk als verzekeringsagent.

### Tweede Wereldoorlog
Een aantal maanden voor de uitbraak van de Tweede Wereldoorlog nam Gough dienst bij de London Rifle Brigade waar hij vanaf 1924 vijf jaar bij had gediend. In december 1939 besloot de Britse regering Finland te steunen in de gevechten tegen Rusland tijdens de Winteroorlog. Gough sloot zich aan bij het 5e (ski)bataljon van de Scots Guards. De operatie werd echter op het laatste moment alsnog afgeblazen. In juni 1940 werd hij naar Frankrijk gestuurd, maar had nauwelijks voet aan wal gezet voordat hij via Duinkerke alweer werd geëvacueerd. Kort daarna werd Gough als parachutist getraind en opgenomen in de 1e Parachutistenbrigade. Gough diende in Noord-Afrika en Italië. Voor zijn aandeel tijdens de landing in Taranto ontving hij het Military Cross.

#### Slag om Arnhem
Gough nam in september 1944 deel aan Operatie Market Garden. Hij landde op 17 september als onderdeel van de 1e Luchtlandingsdivisie in de buurt van Arnhem. Gough, op dat moment majoor, gaf leiding aan het 1e luchtlandingsverkenningseskadron. Hij maakte gebruik van een parachute omdat hij een hekel had aan zweefvliegtuigen. Zijn eskadron had de taak per jeep direct na de landing op te rukken naar de brug en deze vast te houden tot het 2e bataljon onder leiding van luitenant-kolonel John Dutton Frost per voet arriveerde.
De spits van Goughs eskadron liep echter vast in de gevechtslinie die in alle haast was gevormd door de Duitse majoor Sepp Krafft. Omdat de radioverbindingen niet functioneerde keerde Gough terug naar het brigadehoofdkwartier in Oosterbeek om te overleggen met generaal Roy Urquhart. Deze was er echter zelf op uitgetrokken om zich op de hoogte te stellen van de toestand. Gough besloot zich daarom alsnog richting de brug te begeven die hij in de avond vergezeld van 3 jeeps bereikte. Los van enkele kleine groepjes had alleen het 2e bataljon de brug bereikt. De Britten slaagden erin de noordelijke oprit van de brug te bezetten, maar kregen het zwaar te verduren. Zij waren afgesneden van de rest van divisie die er niet in slaagde naar de brug door te breken.
Gough nam op 21 september het bevel over van Frost, nadat deze zwaargewond raakte. Nog diezelfde dag gaven de Britten in Arnhem zich over. Kort daarvoor gaf Gough aan de resterende Britten de opdracht om aansluiting te zoeken bij de rest van de 1e Luchtlandingsdivisie die in Oosterbeek ingesloten zat. Zelf werd hij krijgsgevangen gemaakt en afgevoerd naar krijgsgevangenkamp voor officieren Oflag XIIb gelegen in de citadel van Mainz. In april 1945 lukte het hem te ontsnappen en de Amerikaanse linies te bereiken.

#### Operatie Doomsday
Na terugkeer in Engeland voegde Gough zich weer bij de 1e Luchtlandingsdivisie. Hij werd na de Duitse overgave in mei 1945 met de rest van divisie naar Noorwegen gevlogen. Als onderdeel van Operatie Doomsday zag de divisie toe op een ordentelijk verloop van de Duitse overgave aldaar. In augustus 1945 werd Gough met een paar honderd divisiegenoten naar Nederland overgevlogen waar zij deelnamen aan de opnamen voor de film Theirs is the glory over de Slag om Arnhem.

### Parlementslid
Gough gaf van 1947 tot 1948 nog leiding aan het 11e Parachutistenbataljon, voordat hij koos voor een politiek carrière. Hij werd in 1951 namens de Conservatieve Partij gekozen in het Britse Lagerhuis. Hij steunde doorgaans de conservatieve regering, met name tijden de Suezcrisis. In het parlement maakte Gough zich vooral sterk voor de belangen van veteranen. In 1964 stelde hij zich niet langer verkiesbaar en verliet het parlement. In 1974 stelde hij met terugwerkende kracht dat het verkeerd was geweest dat de Conservatieven in 1965 om Alec Douglas-Home af te zetten.
Kort voor zijn dood liet Gough zich nog uit over de net verschenen film Een brug te ver. Hij vond dat de makers een loopje namen met de historische feiten om de film geschikt te maken voor het Amerikaanse bioscooppubliek. Hij overleed in september 1977 tijdens een vakantie in Italiaanse Sorrento, waar hij begraven werd.

## Persoonlijk
Gough trouwde in 1929 met Barbara May Pegler, met wie hij twee kinderen kreeg.